# Tyla Rattray

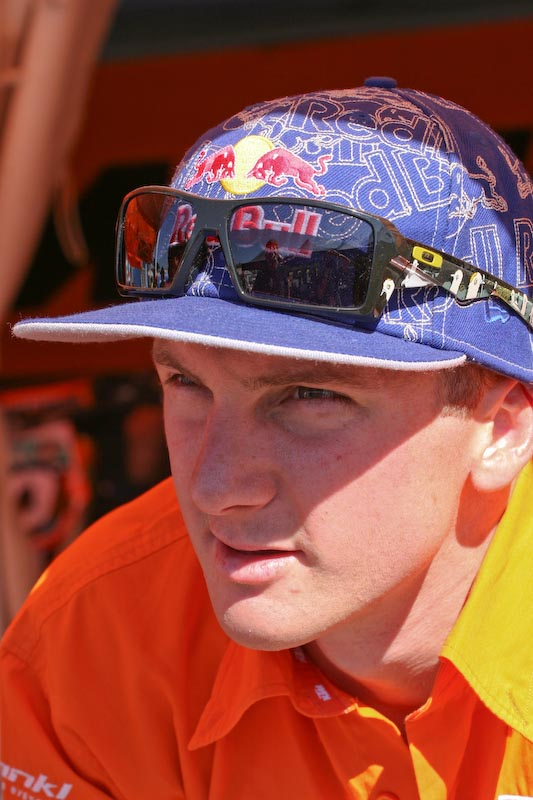
Tyla Rattray

Tyla Rattray (Durban, 12 november 1985) is een Zuid-Afrikaans voormalig motorcrosser.

## Carrière
Tyla Rattray reed zijn eerste internationale wedstrijd op een 85cc in 1999 in Gaildorf, Duitsland. Hij werd meteen derde. In 2000 begon hij voor een jeugdteam van KTM te rijden in wedstrijden van het Europees, Duits en Nederlands Kampioenschap, en enkele internationale wedstrijden. In 2001, op vijftienjarige leeftijd, wist hij zich voor het eerst te kwalificeren voor een wedstrijd van het Wereldkampioenschap motorcross. In 2002 wist hij een kwalificatiewedstrijd voor een Grand Prix te winnen. Later dat jaar stond hij voor het eerst op het podium. Hij won het Nederlands Kampioenschap 125cc in 2003.
Vanaf 2004 kwam Rattray uit voor het KTM fabrieksteam. Hij won dat jaar drie Grands Prix en werd vice-wereldkampioen achter zijn ploegmaat Ben Townley. In 2005 en 2006 won hij samen zeven Grands Prix, maar door blessures gingen zijn titelambities in rook op. Ook 2007 werd geplaagd door blessures en Rattray won dat jaar geen enkele Grand Prix.
In 2008 was het dan wel raak. Rattray stond aan kop in de tussenstand van het Wereldkampioenschap toen zijn grootste concurrent Antonio Cairoli zich blesseerde aan de knie. Rattray won vier Grands Prix en werd wereldkampioen.
Vanaf 2009 ging Rattray in de Verenigde Staten rijden voor Kawasaki. Opnieuw geplaagd door blessures bleef het vooral bij ereplaatsen.
In 2014 keerde Rattray terug naar het Wereldkampioenschap motorcross, voor het Husqvarnateam van Formule 1-piloot Kimi Räikkönen. Blessures vormden opnieuw de rode draad van Rattrays seizoen en hij kwam niet verder dan de zeventiende plaats.
In 2015 reed Rattray in het Wereldkampioenschap MXGP voor Kawasaki. Hij eindigde als dertiende in de eindstand en zette na dit seizoen een punt achter zijn carrière.

## Palmares
- 2008: Wereldkampioen MX2

| 1  | 28-03-2004 | Spanje              | Bellpuig            |
| 2  | 06-06-2004 | Frankrijk           | Saint-Jean-d'Angély |
| 3  | 27-06-2004 | België              | Neeroeteren         |
| 4  | 03-04-2005 | Vlaanderen          | Zolder              |
| 5  | 28-08-2005 | Engeland            | Arreton             |
| 6  | 04-09-2005 | Nederland           | Lierop              |
| 7  | 17-09-2005 | Ierland             | Desertmartin        |
| 8  | 02-04-2006 | Vlaanderen          | Zolder              |
| 9  | 16-04-2006 | Spanje              | Bellpuig            |
| 10 | 23-04-2006 | Portugal            | Águeda              |
| 11 | 27-08-2006 | Noord-Ierland       | Desertmartin        |
| 12 | 06-04-2008 | Nederland           | Valkenswaard        |
| 13 | 29-06-2008 | Duitsland           | Teutschenthal       |
| 14 | 31-08-2008 | Ierland             | Dublin              |
| 15 | 07-09-2008 | Benelux (Nederland) | Lierop              |